# Елизабет Гатеф
Елизабет Гатеф (на немски: Elisabeth Gateff) е професор по генетика, онколог.

## Биография
Родена е през 1932 г. в София, в семейството на ботаника Йозеф Цоликофер. От 1956 г. живее и работи в Германия. В Мюнхенския университет завършва биология и химия, след това специализира ботаника и извършва изследвания върху растителните съобщества в определен район на Баварските Алпи. Заминава за САЩ, където работи като научен сътрудник в Института по биология на развитието в Университета в Кливланд. Изучава ларви на винената мушица и прав и идентификация и характеристика на тумор супресорни гени. През 1971 г. защитава докторска дисертация в Калифорнийския университет. Работи във Фрайбург, а от 1983 г. е професор по генетика в Университета „Йоханес Гутенберг“ в Майнц, където до 1997 г. ръководи Института по генетика.

## Обществена дейност
По нейна инициатива от 1998 г. се дава награда в размер на 3000 евро на нейно име на докторанти с разработки в областта на генетиката. Прави дарение от 50 000 евро и множество скулптурни фигури на Ботаническата градина към Университета в Майнц.

## Награди
- 1988 г. – удостоена е с награда Мейенбург за изключителни постижения в изследването на рака[3]
- 2000 г. – удостоена е с наградата на принц Хитачи за постижения в областта на сравнителната онкология[1]